# Famille Panon Desbassayns de Richemont
La famille Panon Desbassayns de Richemont (anciennement Panon) est une famille subsistante de la noblesse française originaire de Toulon, fixée à la fin du XVIIe siècle à l'île Bourbon (actuelle île de La Réunion), anoblie en 1815 par un titre de baron.
Les surnoms Desbassyns et Richemont, intégrés au patronyme Panon, ne correspondent pas à des fiefs mais font référence à d'anciens lieux-dits réunionnais.[réf. nécessaire]
Cette famille compte parmi ses membres plusieurs personnalités politiques.
Elle fut l'une des plus riches et des plus puissantes de l'île de la Réunion, développant sa fortune à la faveur de la mise en sucre de l'île Bourbon et du système esclavagiste qui y était en vigueur à l'époque. Son ascension sociale permit en quelques générations aux descendants d'un humble scieur de planches échoué sur les terres australes d'être anoblis sous le régime de la Restauration.[réf. nécessaire]

## Histoire
Cette famille, l'une des plus considérables de l'île Bourbon, où elle s'était fixée dès la fin du XVIIe siècle, a pour première figure Augustin Panon (1670-1749), menuisier et charpentier de marine, issu d'une famille d'assez basse condition originaire de Toulon, qui épousa en 1692 Françoise Chastelain de Gressy, et en eut deux fils : 
L'aîné, Joseph, allié en 1715 à Marguerite Mussard, est l'auteur de la branche Panon du Portail, demeurée roturière.
Le cadet, Augustin Panon (1695-1772), marié en 1719 à Marie-Anne Duhal, fut père de 3 fils :
- Philippe-Augustin (1722-1772), qui épousa Marie-Anne Mérignon de la Beaume, d'où postérité[1].

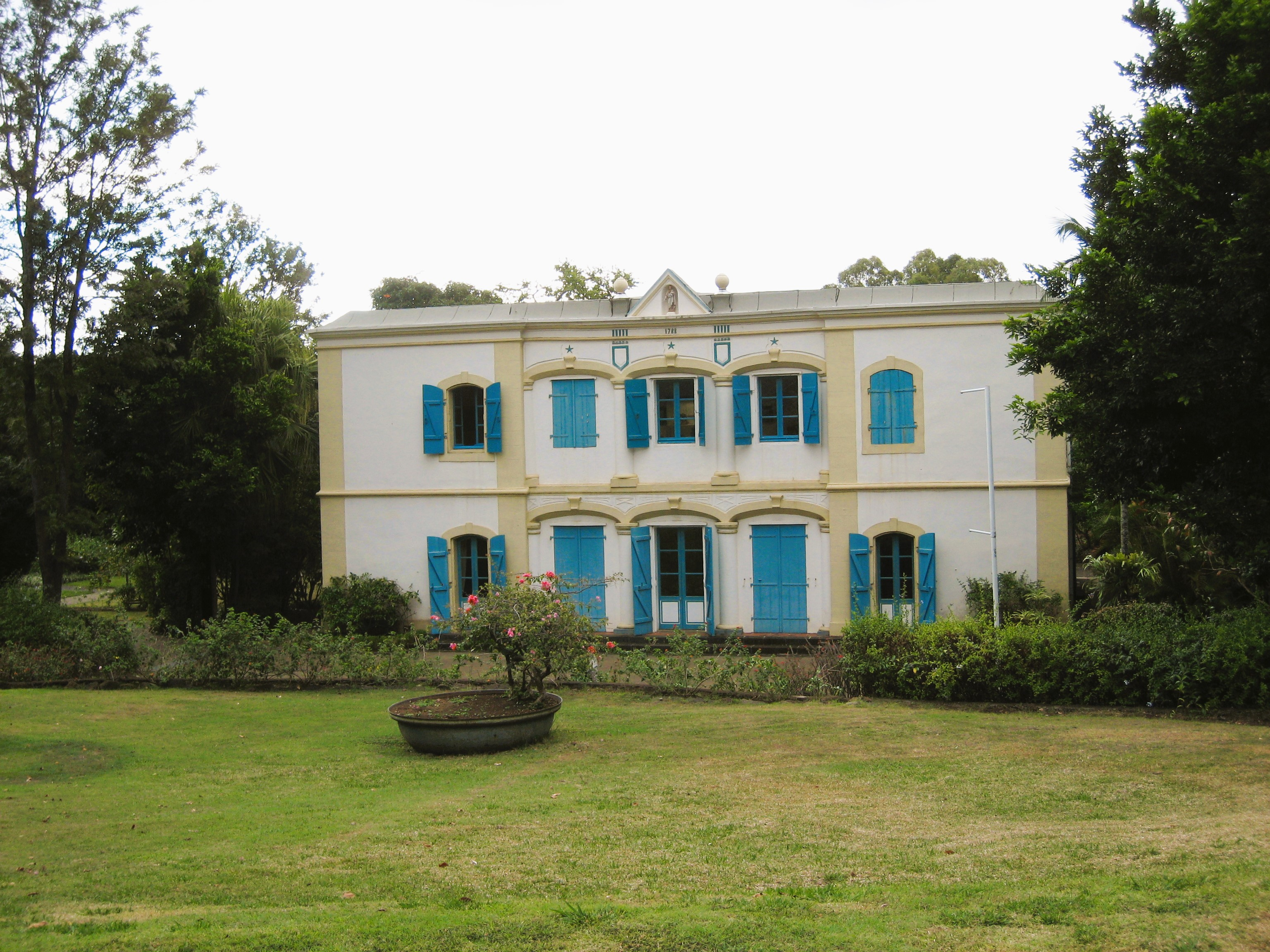
Maison des maîtres de l'habitation Desbassayns à La Réunion.

- Maison des maîtres de l'habitation Desbassayns à La Réunion.François-Joseph Panon du Hazier (1728-1777), allié en 1750 à Charlotte Mérignon de la Beaume, leur petit-fils, André Panon du Hazier (1792-1851) fut créé baron en 1825 et mourut sans postérité mâle de Mlle Klose[1].
- Henri-Paulin Panon des Bassyns (Desbassayns), né en 1732, marié en 1770 à Marie-Anne Gonneau (de) Montbrun, figure controversée du folklore réunionnais (sorcière), dont il eut 5 fils dont:  
  - Philippe-Charles Panon Desbassayns de Richemont (1774-1840), beau-frère du comte Joseph de Villèle, conseiller d’État, député, commandeur de la Légion d'honneur, créé baron en 1815, vicomte en 1824 et comte héréditaire en 1827, qui épousa en I798 Jeanne Mourgue, fille de Jacques Antoine Mourgue, dont postérité[1].

La famille Panon Desbassayns de Richemont a été admise à l'Association d'entraide de la noblesse française en 1938.

## Personnalités
- Augustin Panon (1664-1749), compagnon menuisier et charpentier, colon planteur et esclavagiste, puis notable de l'île de La Réunion
- Henri Paulin Panon Desbassayns (1732-1800), planteur esclavagiste, auteur, mari de Madame Desbassayns
- Philippe Panon Desbassayns de Richemont (1774-1840), administrateur et important propriétaire terrien esclavagiste de l'île de La Réunion, directeur des colonies au ministère de la Marine, membre du Conseil d'amirauté, commissaire général de la marine, ordonnateur de La Réunion (1815-1824), conseiller d'État (1824-1830), député de la Meuse (1824-1830), titré comte en 1827
- Joseph Panon Desbassayns de Richemont (1780-1850), ingénieur agronome et planteur esclavagiste
- Charles André Desbassayns (1782-1863), planteur esclavagiste, président du conseil général de La Réunion. Il est considéré comme l'un des initiateurs de l'industrie sucrière à l'île Bourbon.
- Eugène Panon Desbassayns de Richemont (1800-1859), administrateur colonial et inventeur
- Paul Panon Desbassayns de Richemont (1809-1875), maire, président du conseil général d'Indre-et-Loire, député d'Indre-et-Loire (1852-1859), sénateur du Second Empire (1859-1870)
- Camille Panon Desbassayns (1811-1878),  épouse Jurien de la Gravière, elle a financé des œuvres sociales
- Pierre Panon Desbassayns de Richemont (1833-1912), archéologue, représentant de l'Inde française à l'Assemblée nationale de 1871 à 1876, sénateur des établissements français de l'Inde de 1876 à 1882
- Alfred de Richemont (Alfred Paul Marie Panon Desbassayns de Richemont, 1857-1911), peintre et illustrateur
- Jean Panon Desbassayns de Richemont (1911-1981), avocat
- Henri Panon Desbassayns de Richemont (1946), avocat, conseiller régional de Poitou-Charentes (1986-2015)[2], député (1993-1997), sénateur de la Charente (1998-2008), maire d'Étagnac (depuis 1993)
- Blanche Panon Desbassayns de Richemont dite Blanche de Richemont (1978 à Paris) (fille du précédent), écrivaine.

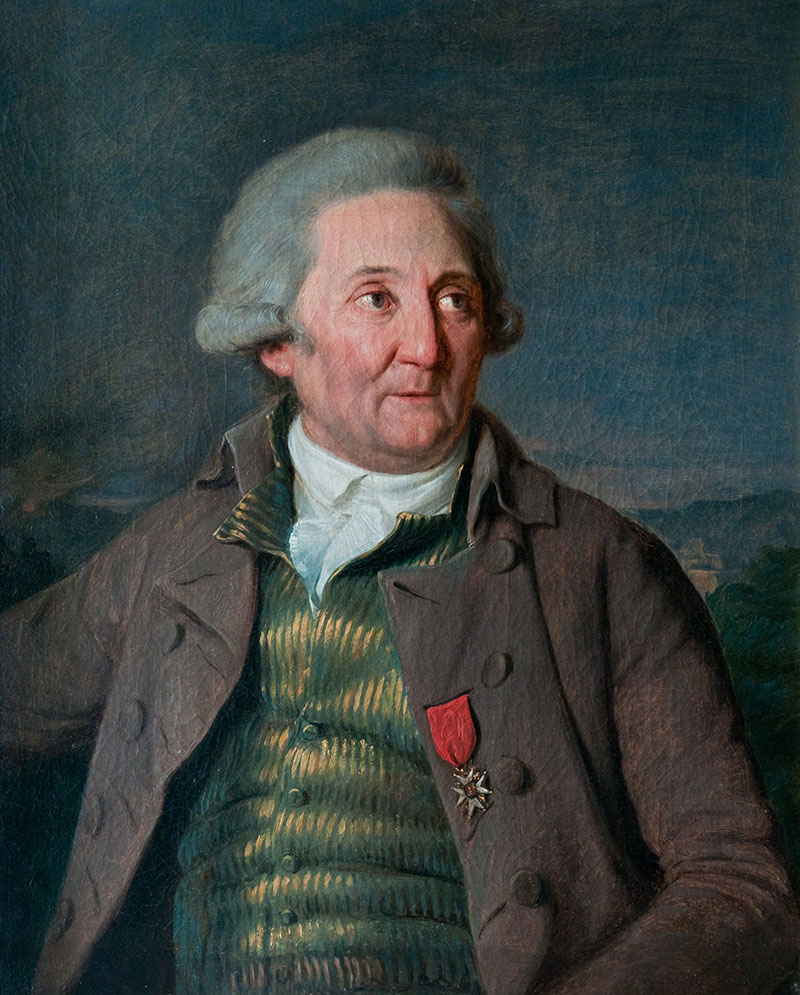
Henri Paulin Panon Desbassayns (1732-1800).
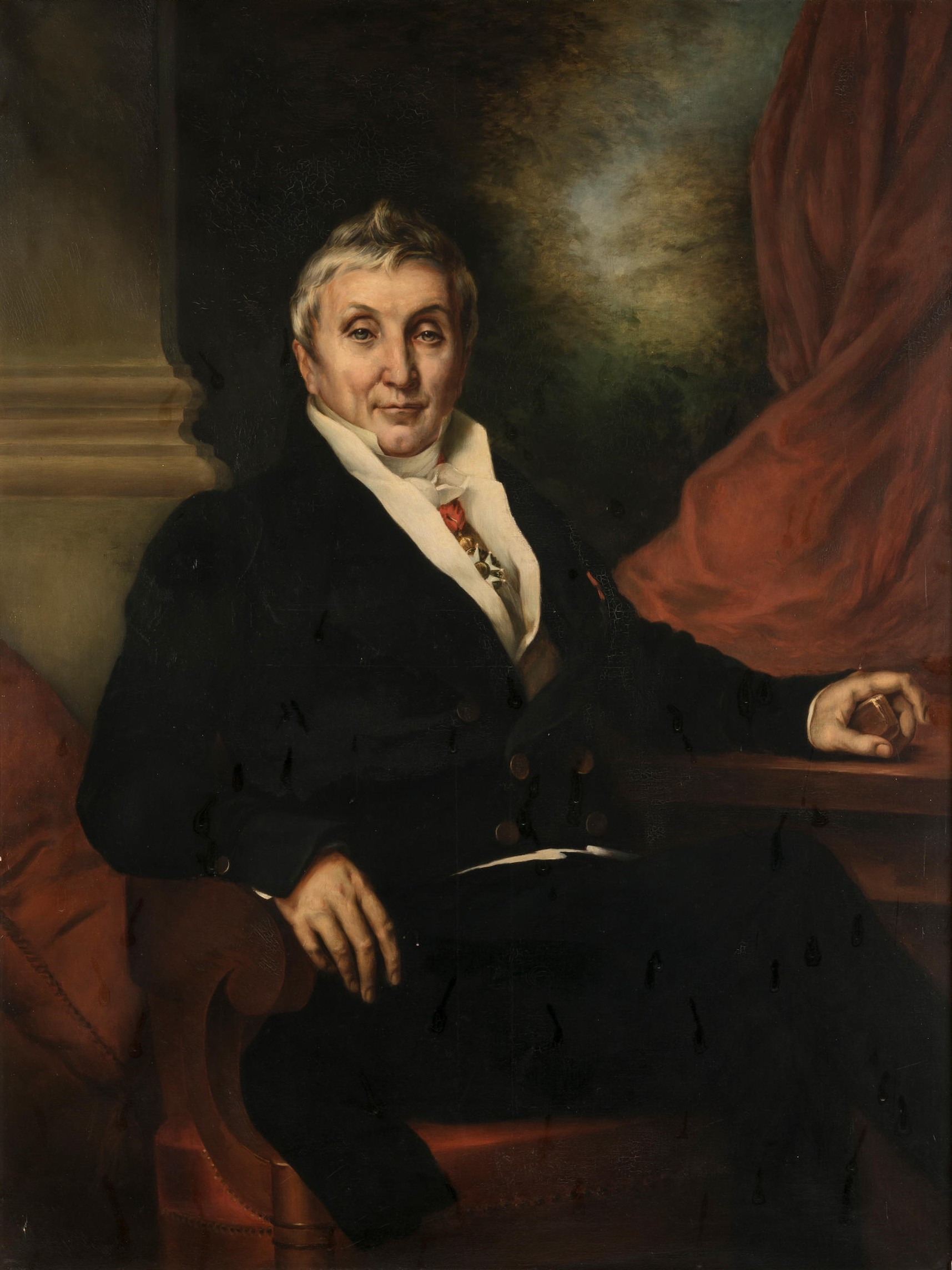
Philippe Panon Desbassayns de Richemont (1774-1840).
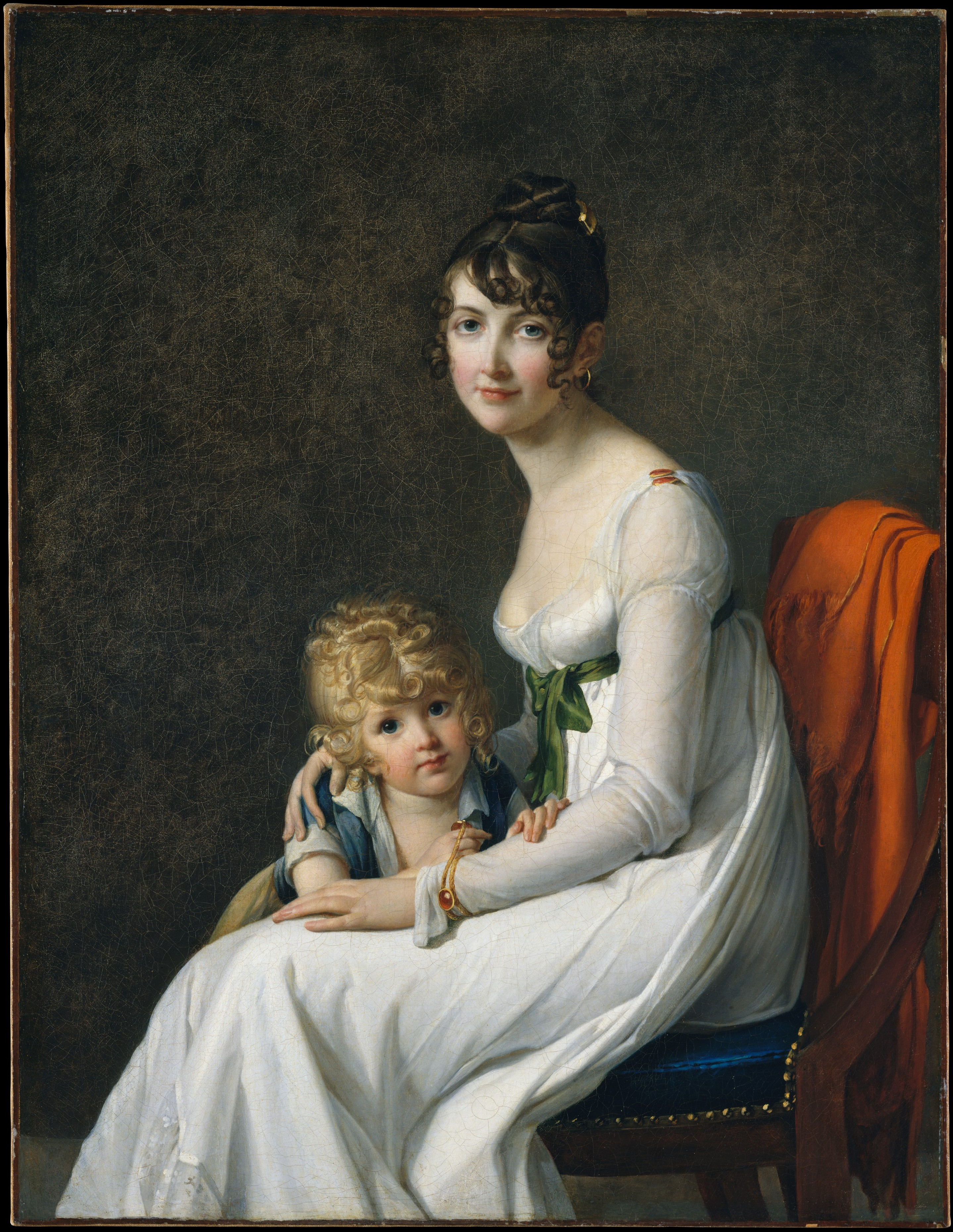
Madame Philippe Panon Desbassayns de Richemont, née Eglé Mourgue (1778-1855), et son fils Eugène (1800-1859).
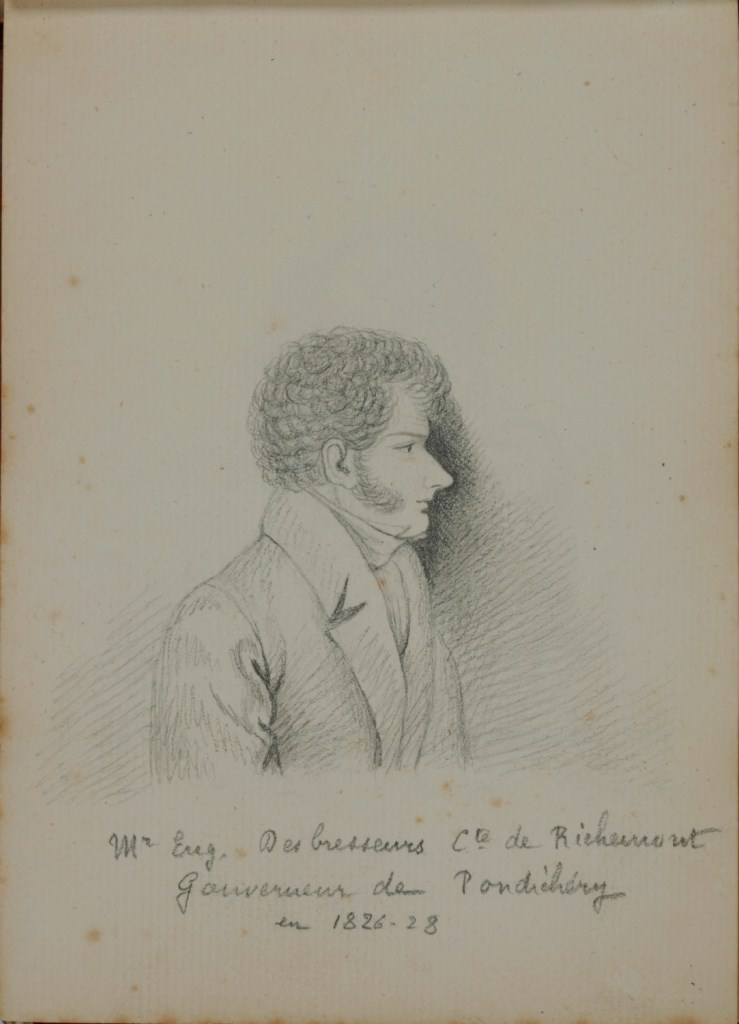
Eugène Panon Desbassayns de Richemont (1800-1859).
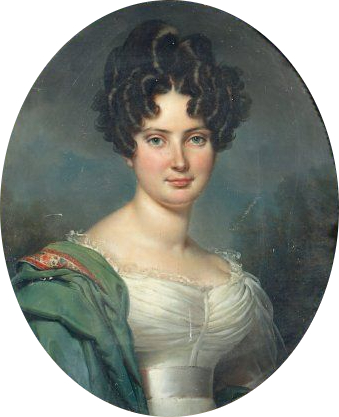
Lydie Panon Desbassyns de Richemont (1806-1839).
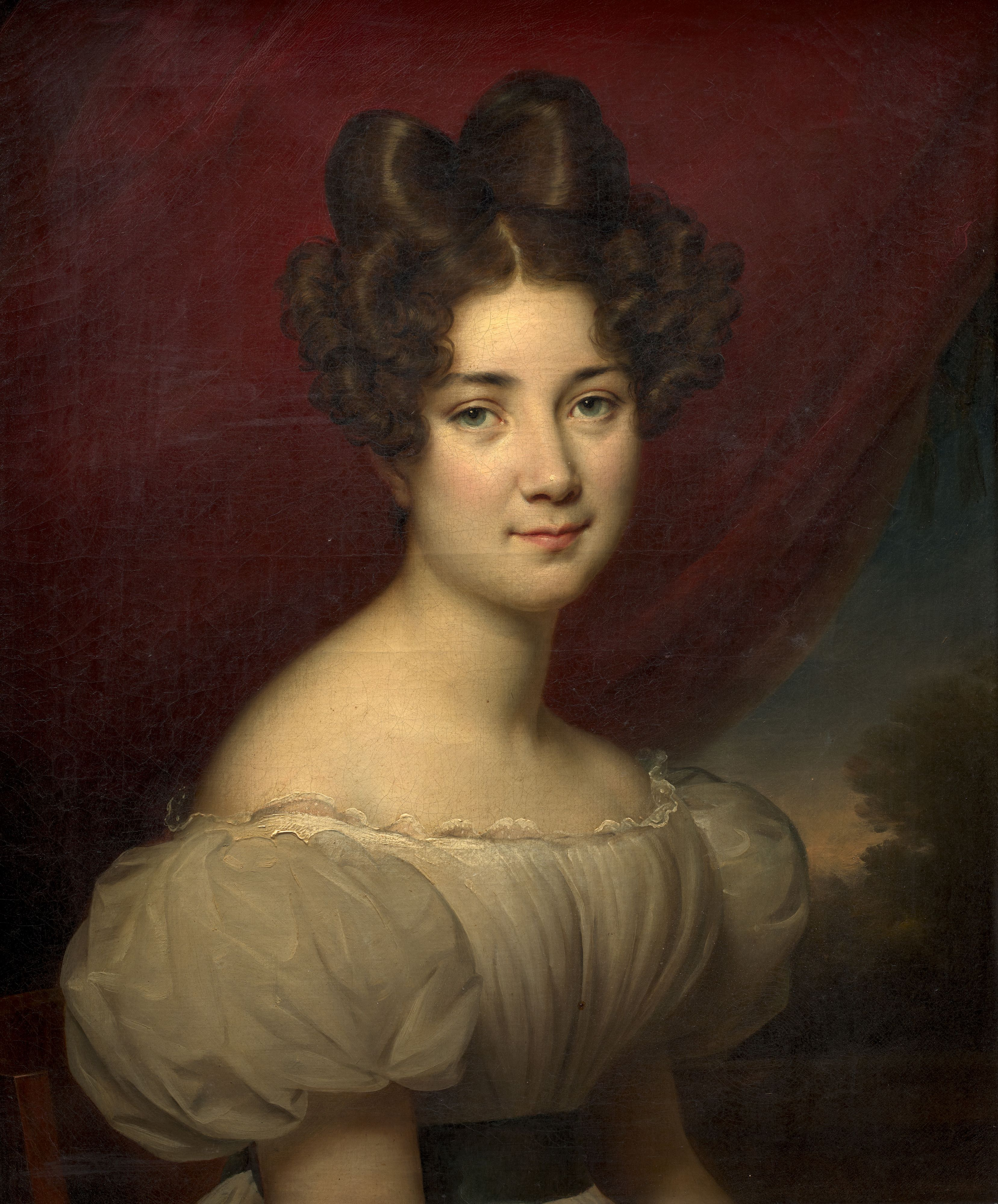
Camille Jurien de la Gravière (1811-1878), née Panon Desbassayns.
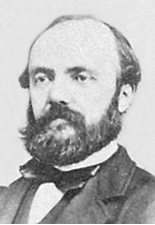
Pierre Panon Desbassayns de Richemont (1833-1912).
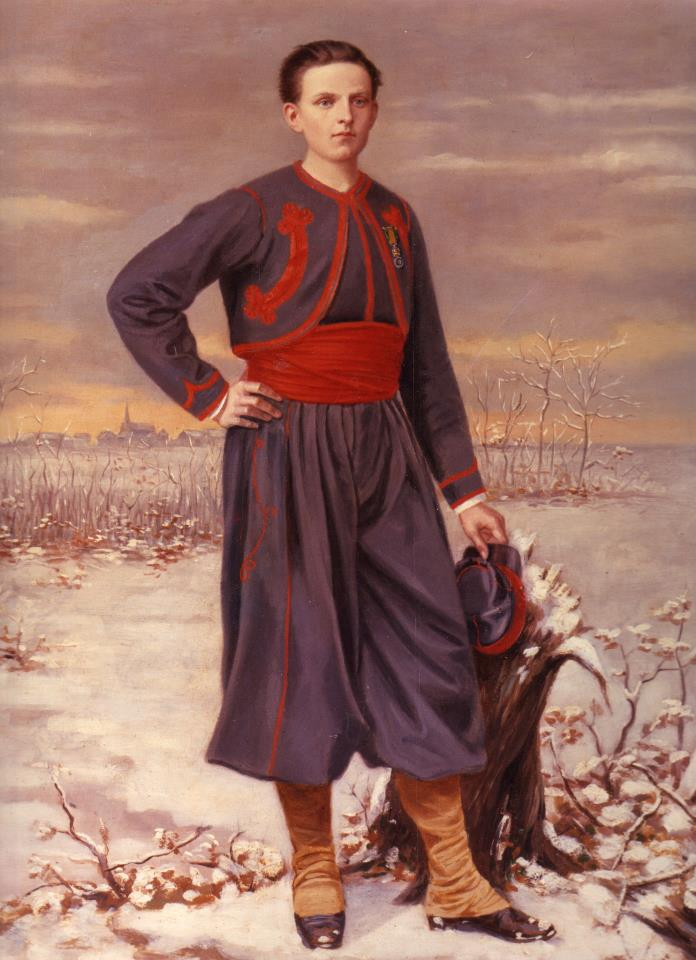
Roger Panon Desbassayns de Richemont en uniforme de zouave pontifical.
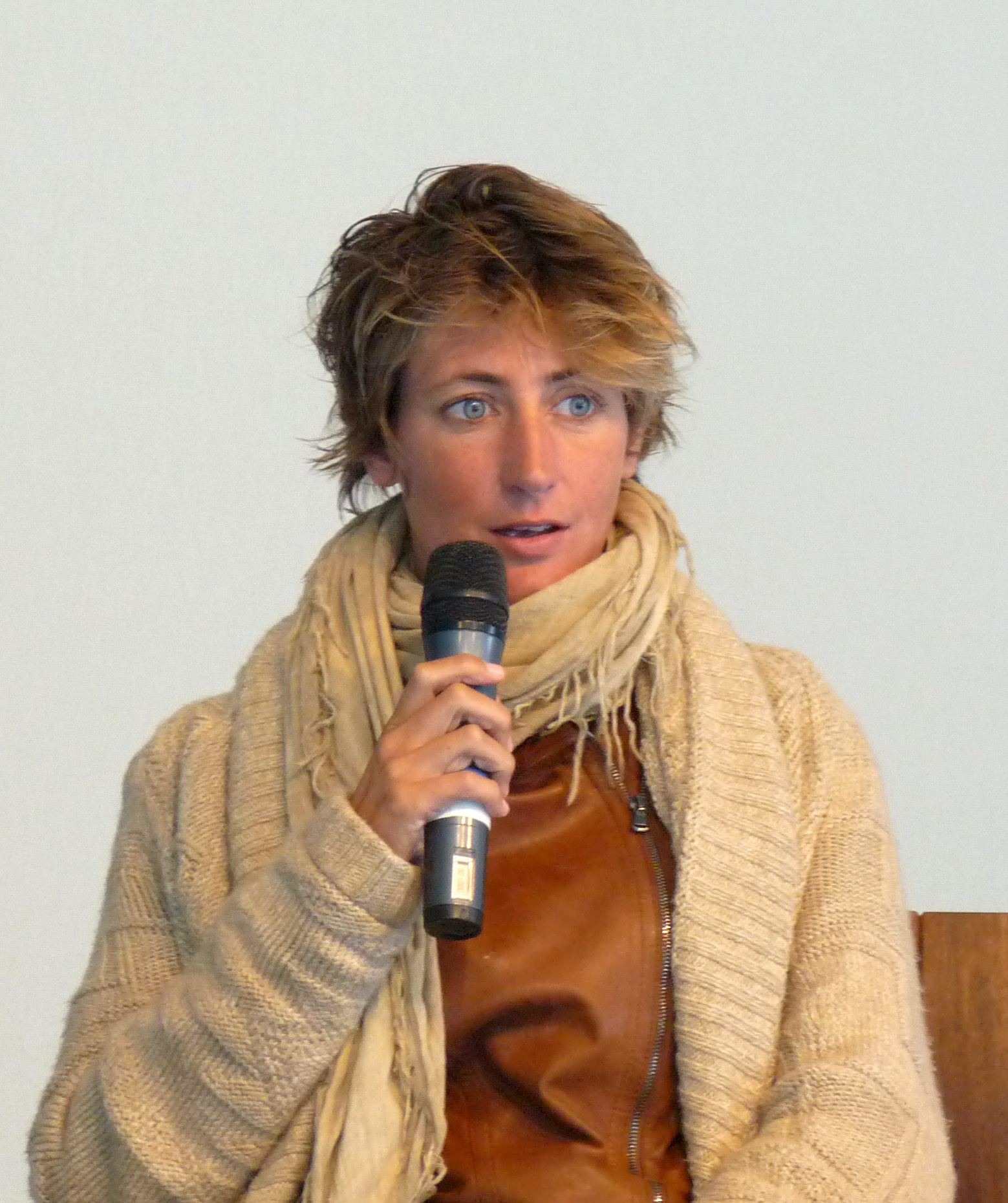
Blanche Panon Desbassayns de Richemont (1978).

## Armes, titres
- D'or à la fasce d'azur, chargée de deux pailles-en-queue au naturel et accompagnée en chef d'une main de carnation.
- Devise : Esse quam videri (Être plutôt que paraître)
- Titres : baron (1815), vicomte (1824), comte héréditaire (1827)

## Alliances
Les principales alliances de la famille Panon Desbassayns de Richemont sont : Chastelain de Gressy (1692), Mussard (1715), Duhal (1719), Mérignon de la Beaume (..., 1750), Gonneau (de) Montbrun (1770), Mourgue (1798), Klose, Dalon, de Dampierre, Dodun de Keroman, de Keating, Pierre Dupont de l'Étang, de Saint-Didier, de Villèle.

## Châteaux et demeures

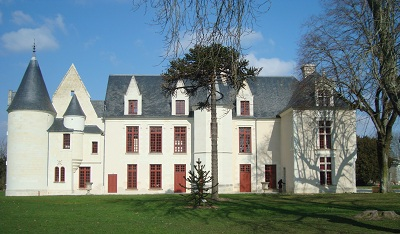

- Château de Cangé (1832 à 1856)

## Postérité
- Bras-Panon, commune de l'île de La Réunion